# Carlos Rocuant
Carlos Rocuant López (datas desconhecidas) foi um ciclista chileno. Competiu nos 4 000 m perseguição por equipes durante os Jogos Olímpicos de Amsterdã.